# Atollo Rose
L'atollo Rose (in inglese Rose Atoll, in samoano Motu O Manu) è un atollo delle Samoa Americane, situato a est delle isole Manu'a.
Di forma quadrangolare, comprende due piccoli isolotti (Rose e Sand); ha una superficie di 0,214 km² che diventano 5 km², comprendendo la laguna.
L'atollo è disabitato e dal 6 gennaio 2009 è diventato un monumento nazionale degli Stati Uniti col nome di Rose Atoll Marine National Monument.
L'atollo è punto più meridionale di tutti i territori controllati dagli Stati Uniti.